# Fafa M'bira Manè
Pour les articles homonymes, voir Mané.
Fafa M'bira Manè est un homme politique guinéen et ancien député uninominal de Gaoual.

## Biographie
Député uninominal qui représente la circonscription de la préfecture de Gaoual de mars 2020 au 5 septembre 2021 de la législation de mars 2020. Il est membre du Rassemblement du peuple guinée de l'ancien président Alpha Condé. Il est membre de la commission mines et industrie a l'assemblée nationale.